# Johan Johnsen Honnens
Johan Johnsen Honnens (født 21. marts 1797 i Oldenswort, død 14. januar 1876 i København) var en dansk officer.

## Uddannelse
Han var en søn af premierløjtnant ved Slesvigske Infanteriregiment, ejendomsbesidder Johann Friedrich Honnens og Marie Elisabeth født Johnsen. I 1809 kom han ind på militærinstituttet i Rendsborg, og efter at dette var ophævet 1811, blev han landkadet i København 1812 og tog officerseksamen, hvorefter han i 1813 udnævntes til sekondløjtnant i rytteriet og blev ansat ved Jyske Regiment lette Dragoner. Dette lå dengang i Holsten og hørte til Davouts korps, men efter freden i Kiel kom det til Randers, hvor Honnens forblev i garnison lige til udbruddet af Treårskrigen 1848.

## Treårskrigen
Han forfremmedes i den tid til premierløjtnant 1822, til ritmester 1829 og havde lige erholdt majorsgraden, da han som eskadronschef ved 5. Dragonregiment rykkede i felten og deltog i kampen ved Bov. Han overtog kort efter en stilling som major ved 6. Dragonregiment og benyttedes i de to første krigsår ofte som forpostkommandør (oberstløjtnants anciennitet reserveredes ham 1849); i slaget ved Isted førte han reserverytteriets avantgarde, bestående af to eskadroner, et kompagni og to kanoner, med hvilken styrke han fordrev fjenden fra Bollingsted. I 1853 udnævntes han til oberst og chef for 3. Dragonregiment, 10 år senere forfremmedes han til generalmajor.

## 2. Slesvigske Krig
Ved begyndelsen af felttoget 1864 blev han ansat som chef for 1. Kavaleribrigade, der var underlagt 4. Division. Da dennes kommandør, general Cai Hegermann-Lindencrone, i maj blev kommandør for det nørrejyske armékorps, overdroges kommandoen over divisionen til Honnens, som med kort tids afbrydelse i juli og august, da general Hegermann atter vendte tilbage, beholdt denne stilling til slutningen af november. I 1865 udnævntes han til generalinspektør for kavaleriet. Efter en kort tid at have stået til rådighed for 2. Generalkommando søgte Honnens i 1866 sin afsked fra tjenesten, hvilken tilstodes ham, i det der samtidig tillagdes ham generalløjtnants karakter. Kommandør af Dannebrog var han blevet 12. september 1859 (28. oktober 1836 Ridder af Dannebrog; 6. oktober 1851 Dannebrogsmand), medens han i 1861 var udnævnt til kammerherre. Den 15. august 1858 var han blevet dekoreret med Sankt Helena-medaljen. Honnens henlevede nu den sidste tid af sit liv i København, hvor han døde 14. januar 1876.
Han blev 2. oktober 1829 gift med Juliane Marie von Arenstorff (1798-1859), datter af godsejer og oberst Thøger von Arenstorff.